# Anello della Stiria
L'Anello della Stiria (in tedesco: Ring des Landes Steiermark) è la più alta onorificenza concessa dallo stato federato austriaco della Stiria.

## Storia
La decorazione è la più alta onorificenza distribuita dallo stato federato della Stiria e venne istituita nel 1964 per premiare in maniera esclusiva quanti avessero compiuto servizi speciali nel campo dei lavori pubblici e privati nonché per il benessere generale o comunque che abbiano contribuito a promuovere lo sviluppo della Stiria.
Le uniche limitazioni su questa onorificenza che sono stabilite da statuto sono che l'insignito non deve essere stato insignito di altre onorificenze della Stiria (o se ne è stato insignito deve rinunciarvi per ottenere questa), che può essere concesso unicamente a non più di due persone all'anno e che i criteri di selezione sono molto più severi che nelle altre onorificenze.

## Classi
L'insegna della decorazione consiste in un anello (classe unica) in oro liscio 18K con impressa nella faccia superiore di forma ovale lo stemma della Stiria. L'anello ha un'altezza totale di 27 mm ed una larghezza standard di 15 mm. Sull'anello è inoltre inciso il numero di concessione. Ogni anello è corredato da un apposito diploma.

## Insigniti notabili
- Nikolaus Harnoncourt